# Preferencia lexicográfica
La relación de preferencia lexicográfica (del inglés: Lexicographic preference relation) es un caso especial de preferencias del consumidor que pertenece, de hecho, a la Teoría del consumidor.
El nombre proviene de la forma en que se organiza un diccionario, ya que, en este caso, se le da alta prioridad al ordenamiento de las preferencias de forma análoga a como se ordenan las palabras, por letras, en un diccionario.

## Formalmente
Supongamos la existencia de dos bienes, de los cuales {\displaystyle x} e {\displaystyle y} representan las cantidades de ellos y, por lo tanto, {\displaystyle (x,y)} la canasta de bienes que los contiene.
Sea {\displaystyle X=\mathbb {R} _{+}^{2}} el espacio de consumo. Entonces, la relación de preferencia lexicográfica '{\displaystyle \succeq ^{L}}' de la primera mercancía será:
{\displaystyle (x,y)\succeq ^{L}(x',y')\Longleftrightarrow (x>x')\vee (x=x'\wedge y\geq y')}

Esto para el caso cuando la relación de preferencias no es estricta. Pero para cuando si lo es:

{\displaystyle (x,y)\succ ^{L}(x',y')\Longleftrightarrow (x>x')\vee (x=x'\wedge y>y')}

## En palabras
Una canasta {\displaystyle (x,y)} es al menos tan buena como otra {\displaystyle (x^{'},y^{'})} si tiene más o igual cantidad del bien {\displaystyle x} que la otra, es decir si {\displaystyle x^{'}} es mayor o igual que {\displaystyle x}. Asimismo, {\displaystyle (x^{'},y^{'})} es al menos tan buena como  {\displaystyle (x,y)}, si {\displaystyle x} es igual a {\displaystyle x^{'}} e {\displaystyle y^{'}} es mayor o igual a {\displaystyle y}

## Características
La relación de preferencias lexicográficas posee la mayoría de las propiedades básicas:
1. Racionalidad, es decir, cumple con los tres axiomas de racionalidad: Reflexividad, completitud y transitividad.
2. Estrictamente monótonas.
3. Estrictamente convexas.

Sin embargo, carece de una característica fundamental de las relaciones de preferencias, es decir, la Continuidad. Esto significa que la dirección de preferencias se puede revertir al pasar al límite de una sucesión de comparaciones.

## Conclusión
Ninguna cantidad del bien {\displaystyle y} compensará al consumidor lexicográfico por la resignación de una cantidad positiva del bien {\displaystyle x} por pequeña que esta sea.